# Universidad de Linköping
La Universidad de Linköping (Linköpings universitet) es una universidad en Linköping, Suecia. Fue fundada en 1965 como parte de la Universidad de Estocolmo. Es la sexta universidad de Suecia.
La universidad es famosa por su interdisciplinariedad, por ejemplo, ingeniería industrial y administración de empresas.